# Nesticella insulana
Nesticella insulana (лат.) — вид пауков рода Nesticella из семейства Пауки-нестициды (Nesticidae). Япония.

## Этимология
Видовое название образовано от латинского прилагательного insulana (островитянин). Оно связано с распространением вида, ограниченным островом Йонагуни-дзима (Yonaguni-jima).

## Распространение
Встречается в восточной Азии: Япония.

## Описание
Мелкие пауки, общая длина около 2 мм (самки 1,90—2,57 мм). Основная окраска желтоватая. Этот вид сходен с N. odonta из провинции Жажинаг (Китай). Самца нового вида можно отличить от самца N. odonta по более широкому дистальному отростку I парацимбиума (Di-I), более мелкому и тупому дистальному отростку II (Di-II) и более изогнутому вентральному отростку II (против более тонкого и острого Di-I, более широкого Di-II и прямого Ve-II у N. odonta). Самку N. insulana можно отделить от самки N. odonta по более узкому, длинному и стреловидному скапусу (Sc) эпигины (против более широкого, трапециевидного и короткого скапуса у N. odonta).
Встречается в тенистых и влажных лесах, покрывающих холмы центрально-западной части острова Йонагуни-дзима. Этот вид строит простые паутины в пустых пространствах среди листовой подстилки, скопившейся в узких долинах, под гнилой древесиной и на покрытых растительностью скалах. Несмотря на несколько попыток исследований, в других районах острова этот вид не был обнаружен.